# Dariusz Bontruk
Dariusz Bontruk (ur. 11 września 1970) – polski lekkoatleta specjalizujący się w skoku w dal.

## Osiągnięcia
Wielokrotny medalista mistrzostw Polski, mistrz kraju z 1995, dwukrotny halowy mistrz Polski (1994 i 1996). Uczestnik halowych mistrzostw Europy w Sztokholmie (1996) - odpadł w eliminacjach skoku w dal. Reprezentował klub Orła Warszawa. 
Obecnie pracuje jako trener w klubie sportowym Orzeł.
W 1997 jego żoną została lekkoatletka Katarzyna Zakrzewska.

## Rekord życiowy
- skok w dal – 8,08 m (20 sierpnia 1995, Warszawa) – 15. wynik w historii polskiej lekkoatletyki[2]